# Feillens
Feillens är en kommun i departementet Ain i regionen Auvergne-Rhône-Alpes i östra Frankrike. Kommunen ligger  i kantonen Bâgé-le-Châtel som ligger i arrondissementet Bourg-en-Bresse. Kommunens areal är 14,91 km². År 2022 hade Feillens 3 388 invånare.

## Befolkningsutveckling
Antalet invånare i kommunen Feillens
Referens: INSEE